# Luca Gaurico
Luca Gaurico (en latin Lucas Gauricus), longtemps connu en français sous le nom de Luc Gauric, (Giffoni,, dans l'ancien royaume de Naples, 12 mars 1476 – Rome, 6 mars 1558) fut un astrologue et un évêque italien.

## Biographie
Gaurico se livra d'abord à l'enseignement des mathématiques, puis professa l'astronomie, discipline confondue avec l'astrologie à l'époque, dans les écoles de Naples, de Rome, de Venise et à l'université de Ferrare. Il s'y fit une solide réputation dans son domaine et s'orienta progressivement vers l'astrologie judiciaire (en), très prisée de ses contemporains. Les papes Jules II, Léon X, Clément VII, et surtout Paul III, intéressé par son art, lui accordèrent des marques d'estime ; ce dernier le nomma même évêque de Civitate (San Severo) en 1545. Il conserva sa charge environ 5 ans et se retira à Rome, où il mourut.
Il fut un des promoteurs de la réforme du calendrier par la publication de son Calendarium ecclesiasticum novum, ex sacris litteris, probatisque, sanctorum patrum synodis excerptum, etc. (1552). Il fut un des astrologues les plus renommés du XVIe siècle, et le pape Paul III s'attacha ses services. Dans son traité astrologique, Tractatus astrologicus, il dresse les horoscopes de nombreux personnages illustres de l'époque dont il avait réussi à obtenir l'heure de naissance. Son but était de prouver a posteriori que leur vie était bien régie par l'astrologie.
Gauric connut une très désagréable expérience en 1506 quand il prédit au seigneur de Bologne, Jean Bentivoglio, qu'il serait chassé de sa ville et privé de sa souveraineté cette même année. La prédiction n'était pas si difficile à faire tant le despotisme et la cruauté du seigneur étaient excessifs et tant ses rapports avec le pape se dégradaient. Elle déplut cependant énormément à l'intéressé qui s'en irrita et fit arrêter l'astrologue. Il le soumit au supplice de l'estrapade qui consistait à jeter le condamné d'une bonne hauteur, attaché par un membre. Gauric y survécut. Sa prophétie se confirma quand le pape Jules II leva des troupes et entreprit de ramener à l'obéissance quelques villes, dont Bologne. Jean Bentivoglio dut quitter son fief et n'y régna plus. Gauric avait vu juste, mais il garda en mémoire combien il pouvait être périlleux d'annoncer de mauvais présages aux puissants.
Gaurico était à la tête d'une école d'astrologie à Ferrare. Il est inhumé dans l'église Sainte-Marie d'Aracœli, où on peut voir son épitaphe.
Un de ses élèves avait été Jules César Scaliger.

## Prétendue prédiction de la mort du roiHenri II
Selon certaines sources, Catherine de Médicis demanda à Gauric en 1552 de dresser l'horoscope d'Henri II; Gauric aurait recommandé à Catherine de Médicis d'éviter pour le roi tout combat singulier en champ clos, notamment aux environs de la quarante et unième année, parce qu'à cette époque de sa vie il était menacé d'une blessure à la tête qui pouvait entraîner rapidement la cécité ou la mort. Catherine de Médicis, étonnée, se serait fait confirmer cette prédiction par d'autres astrologues tels que Jérôme Cardan et Gabriel Simeoni. Il se fait que Henri II fut mortellement blessé le 30 juin 1559 dans les circonstances censées avoir été prévues par Gauric, ce qui, selon les sources en question, aurait établi définitivement sa réputation.
Toutefois, l'horoscope d'Henri II par Gauric est cité littéralement dans le Dictionnaire de Pierre Bayle, et il n'y est pas question de duel ni de combat singulier. Gauric, après avoir promis les plus heureux succès au roi, ajoute qu'il vivra jusqu'à 69 ans, 10 mois et 12 jours à condition de passer les années de son âge 56, 63 et 64.
De même, Nostradamus, dont un quatrain obscur est interprété par certains comme annonçant la mort d'Henri II, écrivait en clair dans ses Présages en prose, à la fin de ce qui concerne le mois de juin 1559 — Henri II fut blessé en juin et mourut en juillet : « La France grandement augmenter, triompher, magnifier, & beaucoup plus le sien Monarque. »

## Légende sur la prédiction de la mort de Catherine de Médicis
Selon une anecdote célèbre au sujet de la mort de la reine, une quinzaine d'années auparavant, vers 1571, Gauric (ou Côme Ruggieri, suivant les sources) aurait prédit à cette dernière qu'elle mourrait « près de Saint-Germain ». La souveraine, très superstitieuse, s'éloigna alors de tous les endroits rappelant de près ou de loin « Saint-Germain », pensant ainsi échapper à la funeste prédiction. Ainsi, par exemple, elle fit interrompre la construction du Palais des Tuileries dépendant de la paroisse de Saint-Germain-l'Auxerrois et s'installa précipitamment en 1572 dans ce qui allait devenir l'Hôtel de la Reine. Mais le destin la rattrapa, et sur son lit de mort, lorsqu'elle demanda son nom au confesseur appelé auprès d'elle pour lui porter l'extrême-onction, celui-ci répondit : Julien de Saint-Germain.

## Œuvres

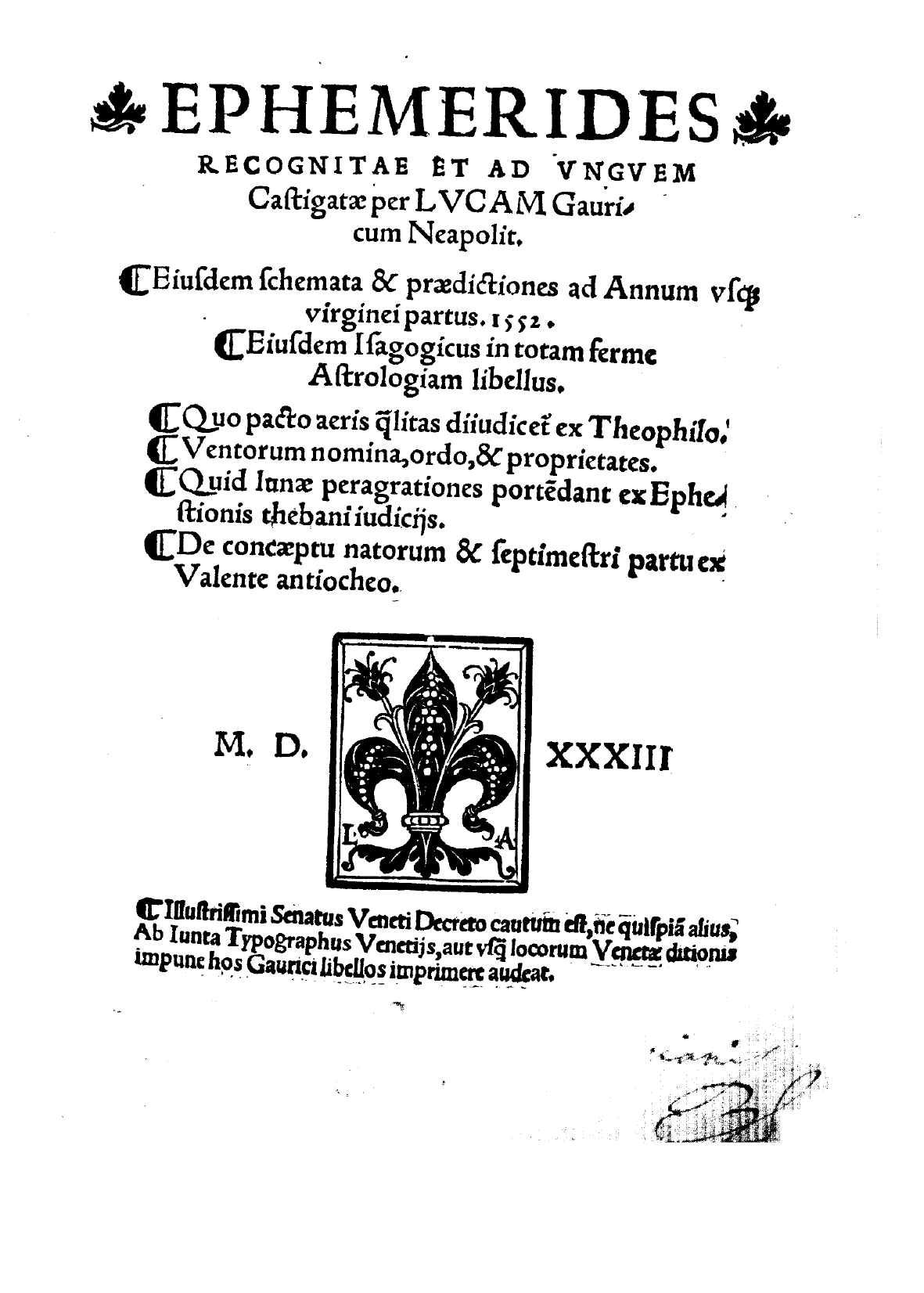
Ephemerides recognitae et ad unguem castigatae, 1533

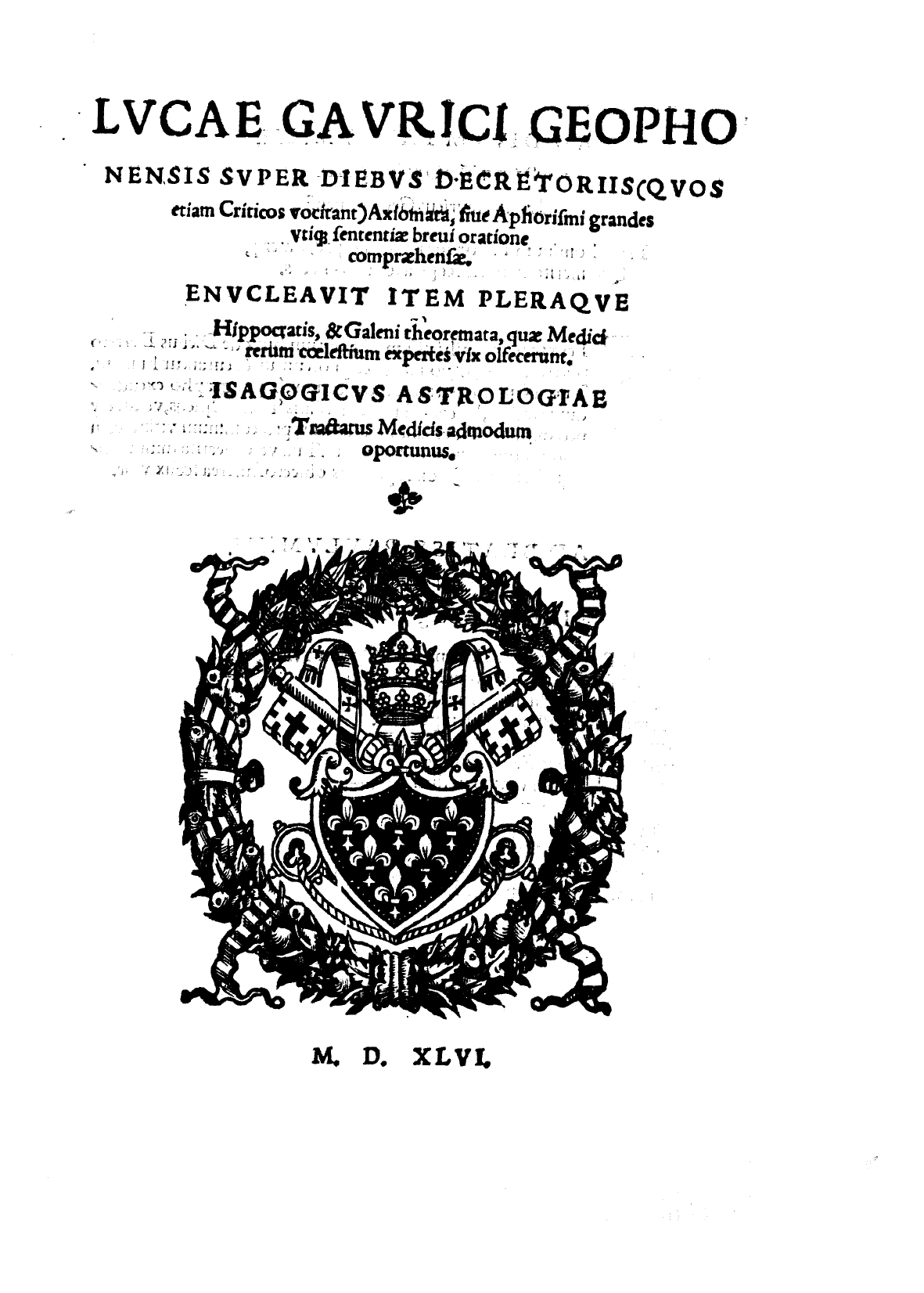
Super diebus decretoriis quos etiam criticos vocitant axiomata, 1546

Sauf mention contraire, les œuvres de Gaurico sont en latin.
- De concepta natorum ei septimestri partu ex Valenti Antiocheno, Venise, 1533
- Ephemerides Recognitae Et Ad Vngvem Castigatæ, 1533

- De eclipsi solis miraculosa in Passione Domini observata ; item de anno, mense, die et hora Conceptionis, Nativitatis, Passionis et Resurrectionis ejus, Venise, 1539
- (it) Trattato d'astrologia judiciaria, 1539
  - Tractatus astrologiae judiciariae, Nuremberg, 1540
- Abraham ibn Ezra (auteur), Luca Gaurico (éditeur et commentateur), Tractatus de nativitatibus, 1545

- Tractatus astrologicus, Venise, 1552, dans Bibliotheca astrologica latina, site Warburg Institute

- Calendarium ecclesiasticum novum, Venise, Giunti, 1552

- Tractatus judicandi conversiones sive revolutiones nativitatum, 1560
- Super tabulis directionum Joannis Monteregiensis quoddam supplementum necnon Tractatus iudicandi omnium aphetarum directiones, 1560 — Tabulae directionum est de Regiomontanus
- Directiones Progressiones Sive Inambvlationes Ascensoria Tempora Horimea Horarvm constitutio, 1560

- Super diebus decretoriis quos etiam criticos vocitant axiomata, Rome, [s. n.], 1546 (lire en ligne)

- Opera omnia — En ligne : t. 2

### Éponymie
- Le cratère lunaire Gauricus porte son nom.